# Lepidofity
Lepidofity, lepidodendrowce, łuszczydłowce (Lepidophytales, Lepidodendrales) – rząd roślin kopalnych należący do klasy widłaków różnozarodnikowych. Przedstawiciele lepidofitów wymarły z końcem okresu karbońskiego.

## Charakterystyka
Lepidodendrony były widłakami dorastającymi do 30 m wysokości i około 2 m średnicy. Cechą łączącą je ze współczesnymi widłakami jest to, że ich korona była rozgałęziona dychotomicznie. Były okryte epidermą ze szparkami. Wyróżniał  je charakterystyczny sposób przyrostu na grubość oraz budowa wewnętrzna - co wskazuje na to, że lepidodendrony były bylinami o zielnych i zielonych pniach. Co niezwykłe, owe pnie miały organy korzeniotwórcze zwane stigmariami. Sygilarie, podobnie jak lepidodendrony, osiągały znaczną wielkość. Miały proste nierozgałęzione łodygi.

## Systematyka
- Rodzina: Sigillariaceae
  - Rodzaj: sygilaria, drzewo pieczęciowe (Sygillaria)
- Rodzina: Lepidodendraceae
  - Rodziaj: lepidodendron, łuskodrzew (Lepidodendron)
- Rodzina: Valmeyerodendraceae